# Pulau Singkep
Pulau Singkep är en ö i Indonesien.   Den ligger i provinsen Kepulauan Riau, i den västra delen av landet, 700 km norr om huvudstaden Jakarta. Arean är 757 kvadratkilometer.
Terrängen på Pulau Singkep är platt. Öns högsta punkt är 487 meter över havet. Den sträcker sig 38,7 kilometer i nord-sydlig riktning, och 39,8 kilometer i öst-västlig riktning.